# From Now On
Pour les articles homonymes, voir From Now On (homonymie).
Pour plus de détails, voir Fiche technique et Distribution.
From Now On est un film américain réalisé par Raoul Walsh, sorti en 1920.

## Synopsis
Dave Henderson se fait dépouiller de son héritage de 100 000 $ par deux escrocs, Martin Tydeman et Bokky Sharvan. Pour se venger, Dave vole l'argent  qui se trouvait dans le coffre-fort de Tydeman, mais il est attrapé et condamné à cinq ans de prison. À sa sortie, il est pris en chasse à la fois par la police qui veut retrouver l'argent et par les hommes de Tydeman. Il se réfugie chez Capriano, et tombe amoureux de sa fille Teresa. Toutefois, Capriano tend un piège à Dave, qui se réveille pour découvrir que l'argent n'est plus là. Avec l'aide de Millman, un ancien codétenu, et de Teresa, Dave retrouve l'argent, le rend à la police et décide d'aller dans le droit chemin. 

## Fiche technique
- Titre original : From Now On
- Réalisation : Raoul Walsh
- Scénario : Raoul Walsh d'après le roman From Now On de Frank L. Packard
- Photographie : Joseph Ruttenberg
- Société de production : Fox Film Corporation
- Société de distribution : Fox Film Corporation
- Pays de production :  États-Unis
- Langue originale : anglais
- Format : noir et blanc — 35 mm — 1,37:1 — Film muet
- Genre : drame
- Durée : 5 bobines (selon l'AFI), 7 bobines (selon IMDB)
- Date de sortie : 
  - États-Unis : 26 septembre 1920

## Distribution
- George Walsh : Dave Henderson
- Regina Quinn : Teresa Capriano
- Mario Majeroni : Capriano
- Paul Everton : Bokky Sharvan
- J. A. Marcus : Martin Tydeman
- Tom Walsh : Inspecteur Barjan
- Cesare Gravina : Tony Lomazzi
- Robert Byrd : Millman